# المقرمده
المقرمده (به عربی: المقرمدة) یک روستا در سوریه است که در استان طرطوس واقع شده‌است. المقرمده ۲۱۳ نفر جمعیت دارد.